# Пенизи
Пенизи је насеље у Италији у округу Катанија, региону Сицилија.
Према процени из 2011. у насељу је живело 1143 становника. Насеље се налази на надморској висини од 377 м.